# Bairro da Figueira

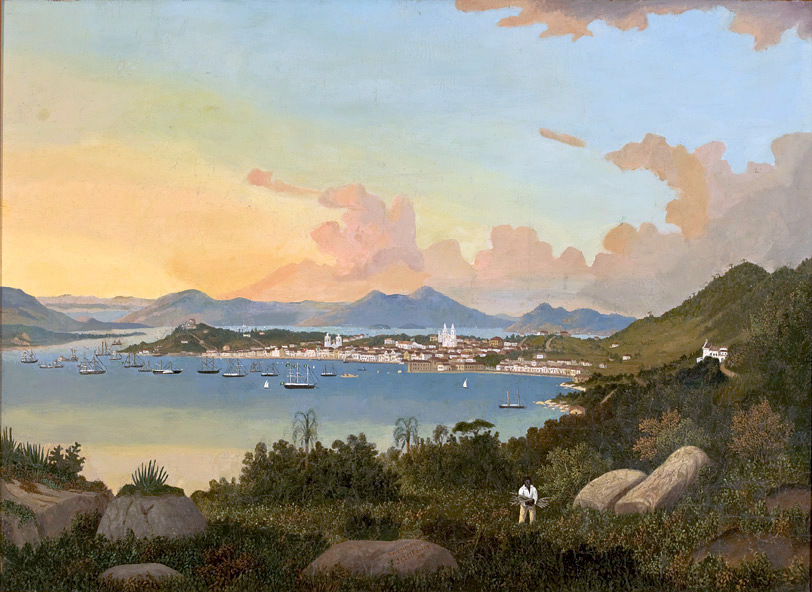
Desterro em 1867. O Bairro da Figueira ficava na porção a oeste da área urbana, antes do morro onde hoje fica a cabeceira da Ponte Hercílio Luz.

O Bairro da Figueira foi um bairro de Florianópolis, com seu território sendo na atualidade parte do bairro Centro. Localizado na orla da Baía Sul, sua população era formada principalmente por descendentes de africanos e trabalhadores relacionados à atividade portuária. 
O Figueirense Futebol Clube tem esse nome em homenagem ao Bairro da Figueira, onde foi fundado em 1921. O bairro durou até meados da década de 1940, sendo absorvido pela expansão urbana do Centro com justificativas higienistas. 

## Características
No passado, o atual bairro Centro era formado por diversas localidades. Havia a parte onde as elites viviam, como o bairro do Mato Grosso, com suas grandes chácaras, e as casas de veraneio da Praia de Fora. E havia bairros ligados à população mais pobre e aos negros, entre eles, o bairro da Figueira.
Seu nome vinha de uma figueira localizada no bairro, próxima a atual rua Cristovão Nunes Pires. Seu território correspondia, principalmente, ao entorno das atuais ruas Conselheiro Mafra, Felipe Schmidt e Francisco Tolentino - esta última chegou a se chamar Rua da Figueira - ficando a beira do mar - mapas mostram limites diversos, com alguns indo das proximidades do antigo bairro Rita Maria, ao leste, até o Mercado Público, a oeste, e outros indo até a praça XV de Novembro. Era o local de trabalho e residência de muitos moradores da cidade, em especial os trabalhadores do mar, além de uma considerável população de origem africana. Era um dos três núcleos da população negra no território do atual Centro, sendo os outros mais importantes a Toca e a Tronqueira, que correspondem as regiões das atuais rua São Martinho e rua Artista Bitencourt, respectivamente.
Viviam ali marinheiros, estivadores e profissionais diversos, muitos sem vínculo ou relação de obediência com os mandatários da cidade. As elites locais viam o bairro com maus olhos e o consideravam um núcleo de pobreza, um antro de prostituição e um local perigoso mesmo para as forças militares. Apesar da má fama adquirida, o bairro prosperava e era economicamente ativo, com estaleiros, hospedagens, o Grupo Escolar São José e todo tipo de comércio, além de ser popular entre os moradores das classes mais baixas da cidade. Suas casas eram, na sua maioria, térreas e simples, com os fundos voltados para o mar.

## Figueirense

Escudo original do Figueirense.

Após uma possível tentativa em 1916, um grupo de amigos fundou o Figueirense Futebol Clube em 12 de junho de 1921. As reuniões anteriores e a fundação do clube aconteceram em diferentes locais do bairro, sendo que a fundação foi em uma residência na rua Padre Roma. Na reunião de fundação, foram definidas as cores e o nome da agremiação, que passou a homenagear no nome e representar esportivamente o bairro da Figueira e seus moradores. Enquanto as elites já eram representadas no remo e por alguns clubes de futebol, os moradores do Bairro da Figueira agora tinham para quem torcer e se ver representadas - entre outras diferenças, o Figueirense aceitava negros no clube, o que era raro na década de 1920 em todo o país, mas fazia sentido dada a origem da equipe.
Nos primeiros anos, o clube treinava numa área próxima ao bairro, entre a avenida Rio Branco e a rua Padre Roma. As vitórias da equipe e seus avanços levantaram a autoestima do bairro, mas com o passar dos anos e com as mudanças urbanas e sociais do Centro, o clube se muda para seu atual local, o Estreito, na parte continental da cidade. A mudança de local não é a única mudança, com a memória do período do bairro da Figueira sendo diminuída com o tempo: por exemplo, o escudo da equipe foi modificado algumas vezes, mas nos anos 1970 foi inserido o desenho de uma figueira, o que leva muitos a crer que a Figueira da Praça XV, árvore simbólica para a cidade, tenha alguma relação com o clube - essa figueira fica uma parte da cidade que foi, por algum tempo, inacessível para muitos dos moradores do bairro da Figueira, visto que haviam restrições sociais e raciais.

## Fim do bairro
O Bairro da Figueira acabou sucumbindo as reformas urbanas higienistas do século XX, onde os casas simples do local foram sendo lentamente substituídas por sobrados e as populações dos bairros mais pobres do atual Centro foram sendo expulsos para outras partes da cidade, seja por demolições para a passagem de infraestrutura urbana, como novas ruas, eletricidade e sistema de esgoto, ou sob a justificativa de não seguir as novas regras de conduta das administrações municipais, como altos impostos. Muitos dos moradores do Bairro da Figueira migraram para o Morro da Cruz ou para a parte continental de Florianópolis, onde se formaram novos bairros com grandes populações negras.